# Rushani (Sprache)
Ruschani oder Roshani (Eigenbezeichnung риx̌ӯн зив rix̌ůn ziv) ist ein Dialekt der iranischen Sprache Schughni, der im Pamirgebirge gesprochen wird. In Tadschikistan wird Rushani in der Region Berg-Badachschan gesprochen (Distrikt Ruschon), in Afghanistan in der Provinz Badachschan. 
Rushani ist wie andere Sprachen und Dialekte des Pamirs vor dem Aussterben bedroht, da die Sprache nicht von der Regierung gefordert wird und die Menschen Persisch bzw. Tadschikisch anstelle von Ruschani als Alltagssprache nutzen.
In Afghanistan wird die persische Variante der arabischen Schrift verwendet, in Tadschikistan die kyrillische Schrift. Zudem wird auch die Lateinische Schrift verwendet.